# Golatenmatttor

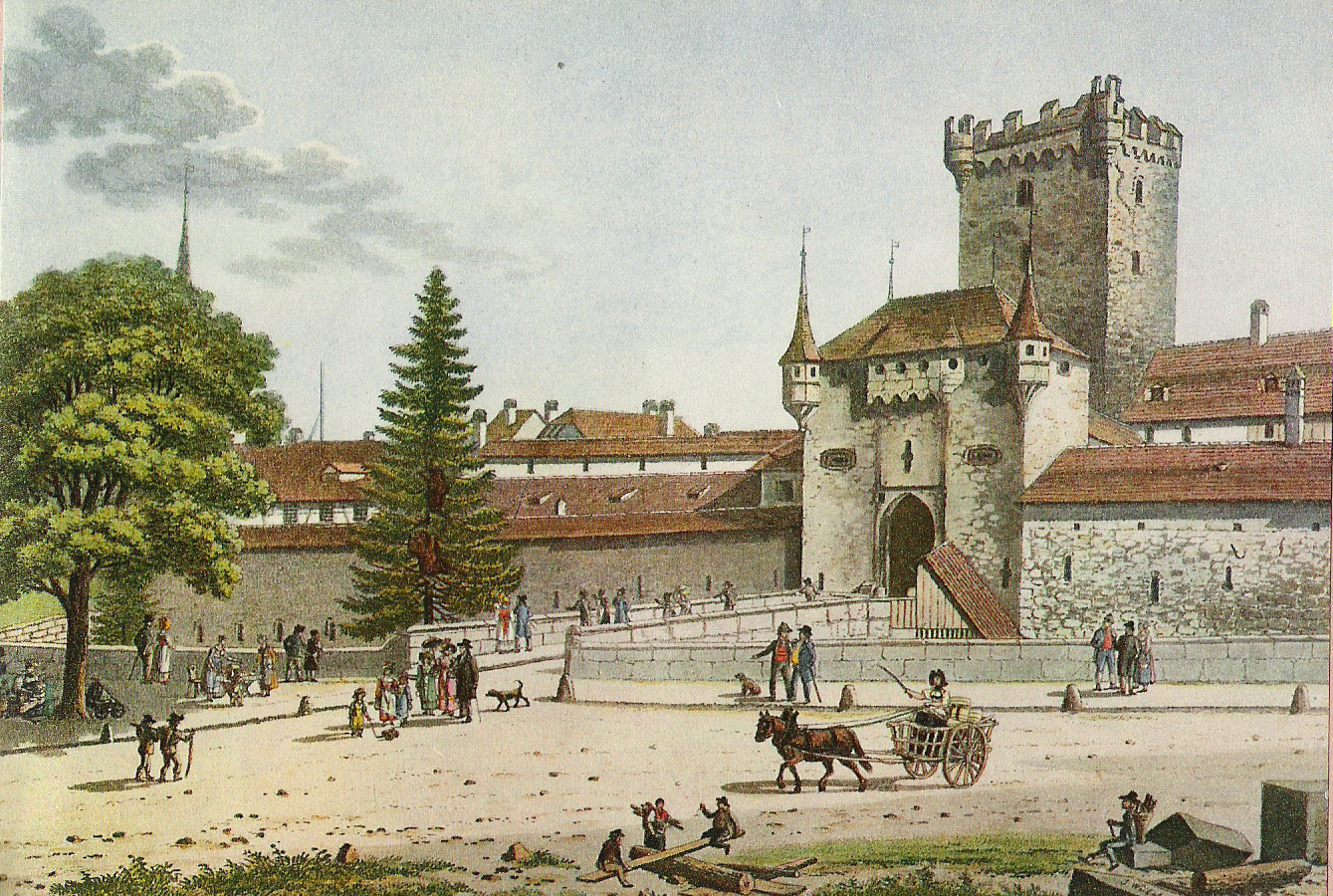
Das Golatenmatttor auf einer Radierung von 1830 nach einer Zeichnung von 1796

Das Golatenmatttor von Norden, Aquarell von Johann Jakob Biedermann (1785)

Das  Golatenmatttor (oder auch Inneres Aarbergertor) war ein ehemaliges an der Aarbergergasse gelegenes Stadttor in Bern.
Das Golatenmatttor wurde 1345 erbaut, von 1379 bis 1381 und von 1445 bis 1457 wurde es ausgebaut. Im letzten Drittel des 15. Jahrhunderts erhielt der Turm seine spätere Höhe von gut zwanzig Metern. Die innere Nische wurde 1549 zugemauert. Die ursprünglich hölzerne Grabenbrücke besaß von 1613 bis zu ihrem Abbruch 1829 drei steinerne Joche. Im März 1830 wurde der Turm vollständig abgebrochen.